# 1012
| Calendário gregoriano                                                        | 1012 MXII                                            |
| Ab urbe condita                                                              | 1765                                                 |
| Calendário arménio                                                           | 461 – 462                                            |
| Calendário bahá'í                                                            | -832 – -831                                          |
| Calendário budista                                                           | 1556                                                 |
| Calendário chinês                                                            | 3708 – 3709 Início a 27 de janeiro (aproximadamente) |
| Calendário copta                                                             | 728 – 729                                            |
| Calendário etíope                                                            | 1004 – 1005                                          |
| Calendários hindus - Vikram Samvat - Calendário nacional indiano - Cáli Iuga | 1067 – 1068 933 – 934 4112 – 4113                    |
| Calendário Holoceno                                                          | 11012                                                |
| Calendário islâmico                                                          | 402 – 403                                            |
| Calendário judaico                                                           | 4772 – 4773                                          |
| Calendário persa                                                             | 390 – 391                                            |
| Calendário rúnico                                                            | 1262                                                 |
| Calendário solar tailandês                                                   | 1555                                                 |

1012 (MXII, na numeração romana) foi um ano bissexto do século XI do Calendário Juliano, da Era de Cristo, e as suas letras dominicais foram  F e E (52 semanas), teve início a uma terça-feira e terminou a uma quarta-feira.
No território que viria a ser o reino de Portugal estava em vigor a Era de César que já contava 1050 anos.
| Ano completo                          |
| ------------------------------------- |
| Ano bissexto com início à terça-feira |

## Eventos
- 19 de abril — Martírio de Alfege em Greenwich, na Inglaterra.
- 18 de maio — Eleição do cardeal Teofilatto II dei Conti di Tuscolo como papa, com o nome de Bento VIII.
- Solimão Almostaim é novamente reposto como Califa de Córdova por tropas  berberes, tendo governado o califado até 1017.
- Fundação da Taifa de Albarracín em Aragão.
- Fundação da Taifa de Huelva

## Nascimentos
- Balduíno V, Conde de Flandes  (m. 1067).
- Teobaldo III,  Conde de Blois, Meaux e Troyes  (m. 1089).
- Marpa — lotsawa (tradutor de escrituras budistas para tibetano) e quarto grande mestre da escola ou seita budista  Karma-Kagyü, que levou para o Tibete  (m. 1097).

## Mortes
- 12 de maio — Papa Sérgio IV  (n. 965).
- Rogério I, conde de Carcassonne  (n. 940).